# Mniaceae
Mniaceae es una familia de musgos perteneciente al orden Bryales.
Según The Plant List comprende 13 géneros con  390 especies descritas y de estas, solo 222 aceptadas.

## Taxonomía
La familia fue descrita por Christian Friedrich Schwägrichen y publicado en Species Muscorum Frondosorum 25. 1830. El género tipo es: Mnium.

## Géneros
| - Astrophyllum - Cinclidium - Cyrtomnium - Leucolepis - Mnium - Orthomnion - Orthomniopsis | - Plagiomnium - Polla - Pseudobryum - Rhizomnium - Stellariomnium - Trachycystis |